# خراطة معدنية

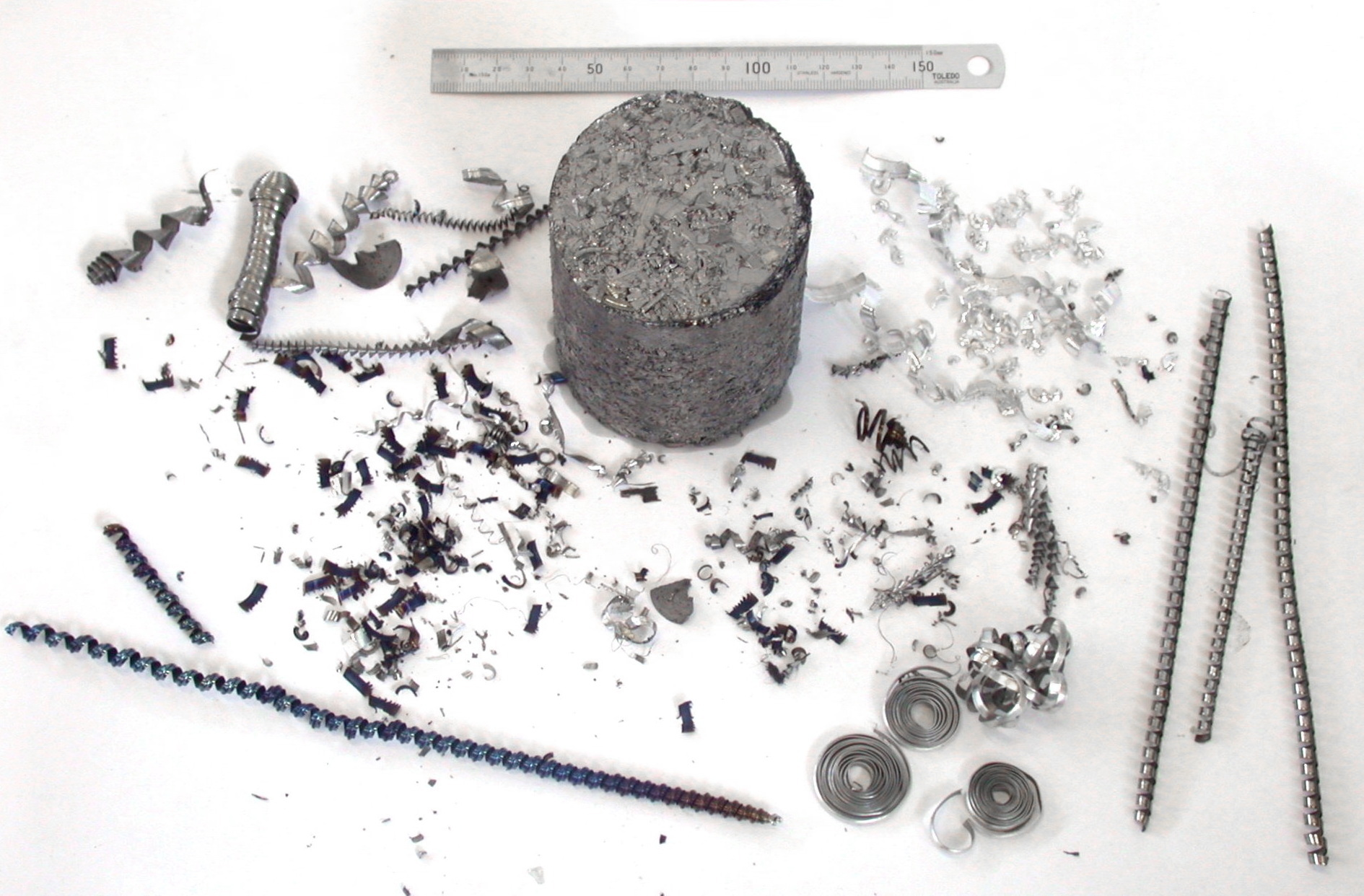
أمثلة عدة عن الرايش، بما فيها كتلة مضغوطة منه

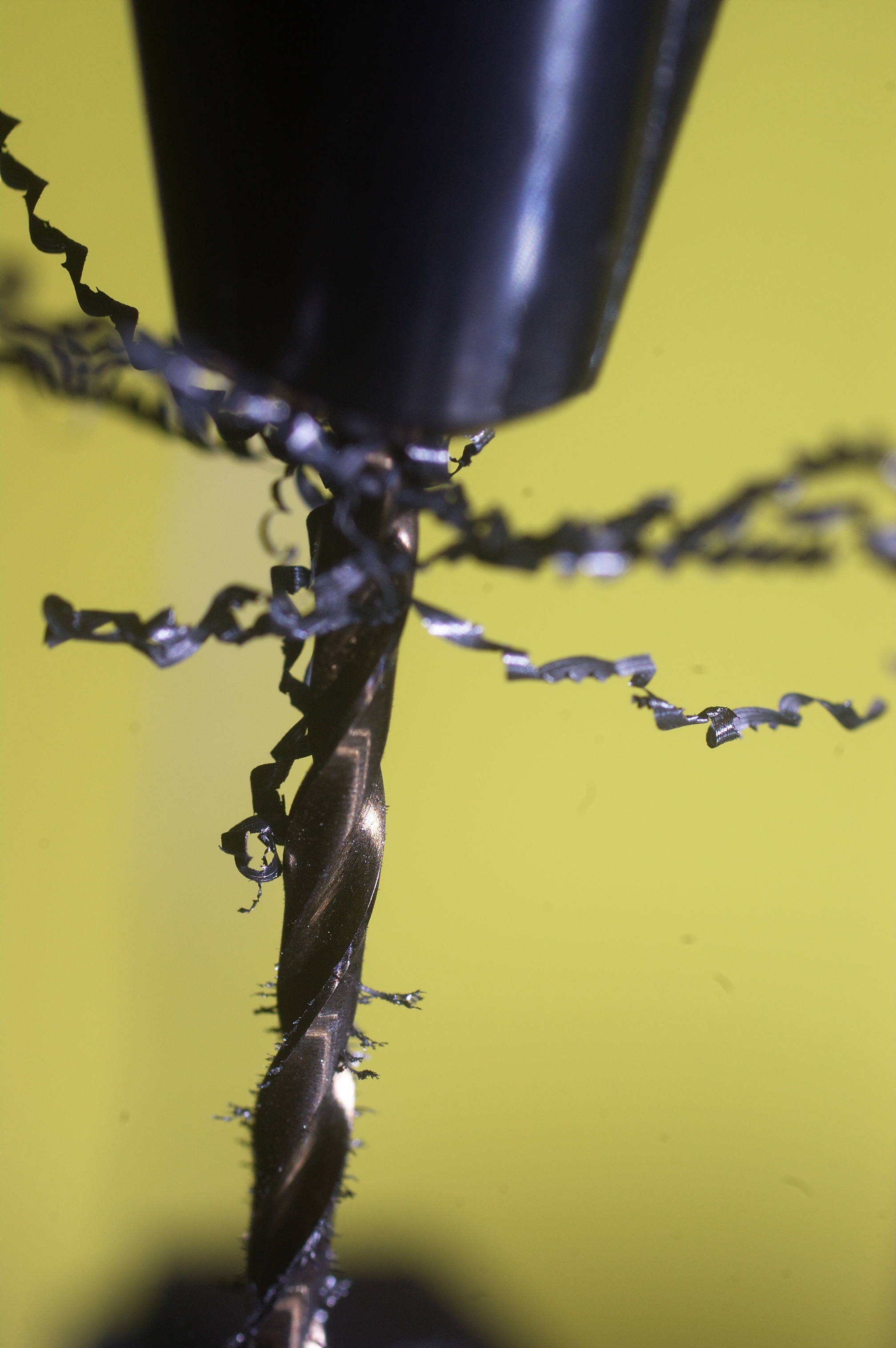
لقمة ثقب مع الرايش

الخُراطَة المعدنية  أو بُرايَة لدائنية أو نُحاتة أو سحاية (بالإنجليزية: Swarf)‏ هي حتات وأوساخ عمليات صنع الأدوات المعدنية. يمكن عادة تدوير هذه النفايات، وهي الطريقة المفضلة للتخلص منها بسبب القلق البيئي المتعلق بتلوث سائل القطع أو الزيت الدخيل. والطريقة المثلى للتخلص من هذه السوائل هي باستخدام آلية نابذة تفصل السائل عن الرايش لكي يستخدم في عملية لاحقة.
قد يكون الرايش حادًا جدًا، وهذا يسبب مشكلة في السلامة، فقد يسبب جروحًا إذا ما عومل بطريقة سيئة. ووفقا لتركيب المادة، فقد يبقى مقاوما في البيئة حتى وقت طويل قبل أن يتحلل. والأحجام الصغيرة منها، في حالة النحاس والبرونز، تنتشر انتشارًا كبيرًا وتستطيع اختراق الأجسام الطرية والجلد فتصبح شظايا مؤذية.
إن التخلص من الرايش وإزاحته عملية مضجرة ولكنها ضرورية. يضغط الرايش ويكتل لتسهيل نقله وتداوله مما يقلل كثيرًا من مشاكل التخزين وكلفته.
التوتر الشد
هو مادة هشة معالجتها بواسطة عملية تصنيع الآلات، ويتم تشكيل معظم رقاقة المسيل للدموع (وتسمى أيضا Bröckel رقاقة). زاوية أشعل النار الصغيرة والسرعات المنخفضة قطع مواتية أيضا لتشكيل رقائق المسيل للدموع. من جانب إسفين الشقوق السابقة في الشغل، والتوتر يذوب دون تشويه كبير. قبل الخروج من رقاقة، والسطح من الشغل بعد اصابته بتمزق العمل هو قطع الخام. مثال على المواد تشكلت خلال رقائق الرسم هو النحاس.
وفعالية عمليات القطع المثلى تولد غالبا رايشا مستمرًا مشابها للنابض. وهذا يصعّب من التعامل معه حيث يأخذ حجما أكبر، كما قد يخدش السطح المشغل، ويضر بأداة القطع. ولهذا تستعمل عدة آليات لقطع عملية تشكل هذا الرايش المستمر.
عند تشغيل المعادن المختلفة تتشكل تبعا لذلك أنواع مختلفة من الجذاذة أو الرايش (بالإنجليزية:Chips), فإذا كان المعدن المعرض للتشغيل قصيفا هشا كالحديد الزهر والبرونز فإن الرايش ستكون على شكل قطع صغيرة غير متناسقة، ويسمي هذا النوع بالجذاذة المتفتتة.
إذا كان المعدن المعرض للتشغيل من المواد اللدنة كالصلب اللين و الألومنيوم, فإن الأجزاء المنفردة من الجذاذة لا تنفصل عن بعضها البعض، بل تخرج من قلم الخراطة على شكل شريط حلزوني، وتسمي مثل هذه الجذاذة بالجذاذة المنسابة.

و عند تشغيل المعادن ذات الصلادة المتوسطة كالصلب بسرعة 5-15 م/دقيقة، تشكل جذاذة متدرجة و تتألف الأخيرة من أجزاء منفردة ملتحمة فيما بينها التحاما خفيفا ويكون السطح الداخلي(السطح المواجه لقلم الخراطة)لمثل هذه الجذاذة أملس، أما السطح الخارجي فيكون متدرجا، وعند تشغيل معادن متوسطة الصلادة بسرعة صغيرة جدا(0.5-2 م/دقيقة)بقلم خراطة ذي زاوية جرف صغيرة(0-5)تتشكل جذاذة مجزأة و تتألف من أجزاء منفصلة مشوهة غير ملتحمة فيما بينها.